# Акуливик
Акуливик (англ. Akulivik, фр. Akulivik, инуктитут ᐊᑯᓕᕕᒃ) — инуитская «северная деревня» в округе Кативик, регион Север Квебека, провинция Квебек, Канада.

## География, описание, этимология
Акуливик расположена в северо-восточной части Гудзонова залива в северо-западной части провинции и в западной части полуострова Унгава. Деревня находится на полуострове прямо напротив острова Смит. Официальная площадь поселения составляет 82,6 км² (из них 5,73 км² занимают открытые водные пространства), но фактически все жители проживают гораздо более компактно, так как по переписи 2011 года в Акуливике жили 615 человек в 148 домах. Автомобильных дорог до деревни не проложено, связь с «большой землёй» осуществляется с помощью маленького аэропорта (одна гравийная полоса длиной 1073 метра; в 2010 году обработано 1393 операции взлёт-посадка), находящегося в черте города, в течение нескольких недель — с конца июля по конец сентября — также по воде.
Деревня расположена на 60-й параллели, то есть ровно в два раза ближе к Северному полюсу, чем к экватору. Продолжительность дня во время летнего солнцестояния составляет 18 часов 52 минуты, во время зимнего — 5 часов 52 минуты.
В деревне работает школа, в которой обучаются 167 детей в возрасте от 3 до 18 лет (перепись-2011), преподают 11 учителей. До третьего класса (возраст 10 лет) образование даётся только на языке инуктитут, после ребёнок выбирает, какой второй язык он будет изучать: английский или французский. В Акуливике нет больниц, только фельдшерский пункт, поэтому серьёзно заболевшие отправляются воздухом в Пувирнитук. Полиция в деревне присутствует.
Название деревни с языка местных эскимосов означает «центральный зубец какивака», что объясняется географическим положением поселения: на выдающемся в море полуострове, с севера и юга омываемом заливами. Какивак — традиционное приспособление для рыбной ловли, напоминающее гарпун-трезубец.

## История
В 1922 году Компания Гудзонова залива основала торговый пост (англ. trading post) на месте будущего поселения, однако уже в 1926 году он был перенесён на близлежащий остров Кикиртаджуак (нынешнее официальное название — остров Смит). В 1933 году в поселении постоянно проживали около 140 эскимосов. В 1952 году пост был закрыт и полностью обезлюдел, хотя до 1955 года местные эскимосы использовали эту территорию как «летний лагерь». В 1973 году одна семья вернулась сюда из Пувирнитука, за ней потянулись другие, и вскоре деревня была отстроена заново. В 1976 году поселение было инкорпорировано со статусом «коммуна», 29 декабря 1979 года он был повышен до «северная деревня».

К 2011 году в Акуливике жили 615 человек, было почти полторы сотни жилых домов (все находятся в аренде, а не в собственности), школа-детсад, в которой обучались более полутора сотен детей.

## Демография
Согласно переписи 2006 года в Акуливике проживали 507 человек.
Согласно переписи 2011 года в Акуливике проживали 615 человек (+21,3 % за пять лет; из них 585 — эскимосы-инуиты): 325 мужского пола и 290 женского — все граждане Канады. 280 жителей были младше 18 лет, 335 — старше.

Опрос 370 жителей старше 15 лет показал, что 90 из них состоят в официальном браке и живут совместно, 80 человек живут гражданским браком, 175 не состоят в браке и никогда в нём не были, 5 состоят в браке, но живут раздельно, 5 находятся в разводе и 10 человек вдовствуют. Из 145 семей деревни 40 состояли из пяти и более человек.
По оценкам 2015 года в деревне проживали 676 человек.